# Галушка Олена Михайлівна
Галушка Олена Михайлівна (нар. 28 лютого 1989, Львів) — колишня депутатка Київської міської ради; співзасновниця Міжнародного центру перемоги України (ICUV). Керівниця відділу міжнародних зв'язків київського Центру протидії корупції.
Олена писала статті для ресурсів Українська Правда, Atlantic Council, EUObserver, The Washington Post, The Foreign Policy. Та вела блог як депутатки, де висвітлювала проблеми комунального сектора в Києві.
Є членкинею Правління Міжнародного фонду «Відродження».

## Освіта
У 2005—2009 Олена здобула освіту у Львівському національному університеті імені Івана Франка на економічному факультеті.
У 2012—2016 навчалась в аспірантурі Національної Академії Наук України, а згодом Київського національного університету імені Тараса Шевченка.

## Кар'єра
- Січень 2010 — листопад 2011 — заступниця виконавчого директора з міжнародних зв'язків Молодіжної організації «Пласт — Національна скаутська організація України»;[10][12][13][14]
- Грудень 2011 — листопад 2014 — особиста помічниця-консультантка народної депутатки України Лесі Оробець;[15]
- Січень 2015 — травень 2017 — керівниця відділу міжнародних зв'язків у громадській спілці «Коаліція Реанімаційний пакет реформ (РПР)»;[16][17]
- Серпень 2017 — січень 2019 — керівниця відділу міжнародних зв'язків Української академії лідерства;
- З липня 2017 Олена Галушка — членкиня правління ГО «Центр протидії корупції», керівниця напрямку міжнародних відносин.[6][18][19][20][21]

## Публічна та волонтерська діяльність
З 2001 й до тепер — членкиня організації «Пласт — Національна скаутська організація України», інструкторка.
У 2014 році брала участь в «Революції Гідності», після чого стала депутатом Київської міської ради та заступником голови комісії ради з питань ЖКГ. Під час депутатства, Олена займалася захистом прав киян на якісні комунальні послуги та просвітницькою діяльністю у цій сфері.
З початку повномасштабного вторгнення росії в Україну, Олена висвітлювала перебіг російської агресії для англомовної аудиторії, коментуючи для іноземних медіа, її твіти неодноразово цитувалися у світових ЗМІ та активно просувала надання Україні статусу кандидата на членство в ЄС, адже це відкриє нові інструменти для адвокації реформ у боротьбі з корупцією, та сприятиме становленню верховенства права в Україні.
Адвокатує тему післявоєнної відбудови, зокрема була доповідачем на Конференції з питань відновлення України у Лугано, на слуханнях в комітеті парламенту Британії, конференції «Designing Ukraine's Recovery in the Spirit of the Marshall Plan» у Брюсселі, та конференції «Ukraine's recovery: What is the role of civil society and local communities?» від Chatham House.

## Міжнародний центр перемоги України (ICUV)
Після повномасштабного вторгнення росії в Україну Олена Галушка спільно з іншими колегами та Фундацією Казиміра Пуласького заснувала Міжнародний центр перемоги України (International Centre for the Victory of Ukraine (ICUV) у Варшаві. Протягом перших місяців разом з командою займалася адвокаційною роботою, зокрема зустрічалася з конгресменами США та з держсекретарем США Ентоні Блінкеном, для пришвидшення допомоги Україні.
25 жовтня 2022 року Олена Галушка виступала на Міжнародній експертній конференції з питань відновлення, реконструкції та модернізації України, яка відбувалася за участі Олафа Шольца та Урсули фон ден Ляєр в Берліні. Олена була єдиним представником українського громадянського суспільства серед понад 30 спікерів конференції.
Загалом у 2022 році команда ICUV відвідала близько 15 країн, здійснивши понад 500 адвокаційних зустрічей у США, Німеччині, Іспанії, Південній Кореї, Японії, Швеції та інших країнах з понад 1000 високопосадовцями та дипломатами.
У січні 2023 Олена з адвокаційним візитом відвідала Японію з метою залучення країни до мобілізації світових лідерів на перемогу України, обговорення ядерної загрози та необхідності посилення санкцій проти агресора.
У рамках діяльності ICUV, Олена Галушка активно долучилася до адвокаційної кампанії щодо надання Збройним силам України танків Leopard 2 (погодили передачу в січні 2023) та літаків четвертого покоління F-16 (коаліція щодо передачі літаків створена в травні 2023).